# 岩浪建設
岩浪建設（いわなみけんせつ）は東京都青梅市の建設会社。
コーポレートスローガンは『人のため 社会のために』

## 沿革
- 1904年（明治37年） - 初代 岩浪馬二郎によって創業。
- 1935年（昭和10年）11月15日 - 合資会社岩浪組設立。
- 1955年（昭和30年）7月7日 - 岩浪建設（株）へ改組。

## 事業所一覧
本社
東京都青梅市長淵七丁目318番地
資材センター
東京都青梅市長淵五丁目1420番地

## 主な施工物件
- 凱旋橋
- 調布橋
- 青梅鉄道（現：JR青梅線）二俣尾～御岳間・本社駅舎
- 五日市鉄道（現：JR五日市線）五日市～拝島間
- 青梅市立郷土資料博物館
- 青梅市立第二小学校
- 満地トンネル
- 首都圏中央連絡自動車道（圏央道）あきる野インターチェンジ下部

## 提供番組
- 橋爪ももの生乾き放送（FM NACK5 ・日曜 23:30 - 24:00）[1]